# Eusebio Vela
Eusebio Vela (Toledo, 1688 - México, 1737) fue un dramaturgo español de la escuela de Pedro Calderón de la Barca.

## Biografía
Se trasladó a México en 1713. De las catorce comedias que se le atribuyen sólo han subsistido tres: El apostolado en Indias y martirio de un cacique, donde se elogia a Hernán Cortés, a Santiago apóstol y a los frailes franciscanos y se exhibe un gran patriotismo; Si el amor exede el arte, ni amor ni arte a la prodencia, donde se aborda el tema de Telémaco en la isla de Calipso, y La pérdida de España por una mujer, en el que aborda el tema del último de los godos, Rodrigo, y la Caba.